# Коритна (притока Грязиви)
Коритна — річка в Білорусі й Україні, у Наровлянському й Овруцькому районах Гомельської й Житомирської областей. Права притока Грязиви, (басейн Прип'яті).

## Опис
Довжина річки приблизно 4,77 км, найкоротша відстань між витоком і гирлом — 3,79 км, коефіцієнт звивистості річки — 1,26.

## Розташування
Бере початок на північно-західній стороні від села Братське. Тече переважно болотистою місциною через урочище Коритне і впадає у річку Грязиву, праву притоку Жолоні.
У Словнику гідронімів України зазначається як притока Ситівки.

## Історія
У XIX столітті річка протікала через урочище Красні Горкі.